# 1428 Mombasa
1428 Mombasa este un asteroid din centura principală, descoperit pe 5 iulie 1937, de Cyril Jackson.